# Liga Națională de handbal feminin 2019-2020, echipele
Acest articol prezintă componența echipelor care participă în Liga Națională de handbal feminin 2019-2020. 
Pentru transferurile efectuate de aceste echipe, vedeți Liga Națională 2019-2020, transferuri.

### CS Minaur Baia Mare
Antrenor principal:  Costică Buceschi
Antrenor secund:  Magdalena Kovacs
Antrenor cu portarii:  Claudia Cetățeanu
| Nr. | Post            | Nume                  | Data nașterii (vârsta) | Înălțime | Selecții | Goluri | Echipă              |
| --- | --------------- | --------------------- | ---------------------- | -------- | -------- | ------ | ------------------- |
| 1   | Portar          | Cristina Enache       | 1 mai 1994             | 1,82 m   |          |        | CS Minaur Baia Mare |
| 4   | Pivot           | Iaroslava Burlacenko  | 14 mai 1992            | 1,79 m   |          |        | CS Minaur Baia Mare |
| 5   | Inter stânga    | Larisa Tămaș          | 16 mai 1994            | 1,76 m   |          |        | CS Minaur Baia Mare |
| 6   | Extremă stânga  | Petruța Argyelan      | 25 iunie 1999          | 1,65 m   |          |        | CS Minaur Baia Mare |
| 7   | Inter dreapta   | Helena Ryšánková      | 19 noiembrie 1992      | 1,75 m   |          |        | CS Minaur Baia Mare |
| 8   | Centru          | Roxana Szőlősi        | 29 mai 1992            | 1,73 m   |          |        | CS Minaur Baia Mare |
| 9   | Inter stânga    | Anca Polocoșer        | 1 mai 1997             | 1,80 m   |          |        | CS Minaur Baia Mare |
| 10  | Centru          | Anna Ivanenko         | 13 aprilie 2000        | 1,78 m   |          |        | CS Minaur Baia Mare |
| 11  | Extremă stânga  | Oana Cîrstea          | 5 februarie 1989       | 1,72 m   |          |        | CS Minaur Baia Mare |
| 12  | Portar          | Cristina Ciaușescu    | 16 februarie 2000      | 1,76 m   |          |        | CS Minaur Baia Mare |
| 16  | Portar          | Ana Maria Măzăreanu   | 4 februarie 1993       | 1,80 m   |          |        | CS Minaur Baia Mare |
| 18  | Extremă stânga  | Camelia Hotea         | 28 octombrie 1984      | 1,75 m   |          |        | CS Minaur Baia Mare |
| 21  | Extremă stânga  | Éva Kerekes           | 7 aprilie 2001         | 1,71 m   |          |        | CS Minaur Baia Mare |
| 23  | Pivot           | Mădălina Conache      | 11 februarie 1994      | 1,74 m   |          |        | CS Minaur Baia Mare |
| 30  | Extremă dreapta | Sonia Seraficeanu     | 25 iulie 1997          | 1,76 m   |          |        | CS Minaur Baia Mare |
| 31  | Inter stânga    | Sylwia Lisewska       | 31 mai 1986            | 1,84 m   |          |        | CS Minaur Baia Mare |
| 55  | Extremă dreapta | Oana Borș             | 27 noiembrie 2003      |          |          |        | CS Minaur Baia Mare |
| 70  | Centru          | Andreea Popa          | 3 iunie 2000           | 1,77 m   |          |        | CS Minaur Baia Mare |
| 77  | Pivot           | Oana Bondar (căpitan) | 26 martie 1983         | 1,78 m   |          |        | CS Minaur Baia Mare |
| 79  | Inter dreapta   | Paulina Masna         | 19 martie 1992         | 1,77 m   |          |        | CS Minaur Baia Mare |
| 99  | Inter stânga    | Marija Šteriova       | 19 martie 1991         | 1,79 m   |          |        | CS Minaur Baia Mare |

### CS Gloria 2018 Bistrița Năsăud
Antrenor principal:  Horațiu Pașca
Antrenor secund:  Alexandru Radu Moldovan
| Nr. | Post            | Nume                    | Data nașterii (vârsta) | Înălțime | Selecții | Goluri | Echipă       |
| --- | --------------- | ----------------------- | ---------------------- | -------- | -------- | ------ | ------------ |
| 2   | Extremă stânga  | Nicoleta Dincă          | 2 august 1988          | 1,70 m   |          |        | CSM Bistrița |
| 3   | Extremă dreapta | Magdalena Paraschiv     | 11 august 1982         | 1,67 m   |          |        | CSM Bistrița |
| 4   | Centru          | Laura Pristăvița        | 20 iulie 1989          | 1,76 m   |          |        | CSM Bistrița |
| 5   | Inter stânga    | Szilvia Szabó           | 3 iulie 1996           | 1,75 m   |          |        | CSM Bistrița |
| 8   | Inter stânga    | Maria Țanc              | 28 septembrie 2000     | 1,72 m   |          |        | CSM Bistrița |
| 9   | Pivot           | Diana Șamanț            | 31 august 2001         | 1,67 m   |          |        | CSM Bistrița |
| 12  | Portar          | Darly de Paula          | 25 august 1982         | 1,78 m   |          |        | CSM Bistrița |
| 15  | Extremă stânga  | Valentina Ardean-Elisei | 5 iunie 1982           | 1,71 m   |          |        | CSM Bistrița |
| 16  | Portar          | Ljubica Nenezić         | 15 ianuarie 1997       | 1,79 m   |          |        | CSM Bistrița |
| 17  | Inter stânga    | Teodora Bloj            | 31 ianuarie 1986       | 1,80 m   |          |        | CSM Bistrița |
| 18  | Centru          | Daniela Todor2)         | 18 noiembrie 1988      | 1,79 m   |          |        | CSM Bistrița |
| 21  | Centru          | Diana Ilina             | 4 ianuarie 1996        | 1,74 m   |          |        | CSM Bistrița |
| 24  | Pivot           | Daniela Rațiu           | 14 septembrie 1988     | 1,73 m   |          |        | CSM Bistrița |
| 25  | Centru          | Andreea Tetean          | 25 februarie 1989      | 1,76 m   |          |        | CSM Bistrița |
| 28  | Inter dreapta   | Natalia Vasilevskaia    | 23 februarie 1991      | 1,73 m   |          |        | CSM Bistrița |
| 67  | Inter dreapta   | Ștefania Lazăr1)        | 15 aprilie 1989        | 1,77 m   |          |        | CSM Bistrița |
| 79  | Extremă dreapta | Andra Moroianu          | 15 septembrie 2000     | 1,72 m   |          |        | CSM Bistrița |
| 88  | Extremă dreapta | Mariana Costa           | 14 octombrie 1992      | 1,66 m   |          |        | CSM Bistrița |
| 94  | Portar          | Ana Maria Inculeț       | 21 octombrie 1994      | 1,82 m   |          |        | CSM Bistrița |
| 96  | Extremă stânga  | Bianca Zegrean          | 23 august 1997         | 1,66 m   |          |        | CSM Bistrița |

1) Împrumutată, pe 31 octombrie 2019, la CS Rapid București;
2) Transferată, pe 12 decembrie 2019, la CS Rapid București;

### Corona Brașov
Antrenor principal:  Ion Crăciun
Antrenor secund:  Marius Novanc
| Nr. | Post            | Nume                 | Data nașterii (vârsta) | Înălțime | Selecții | Goluri | Echipă                 |
| --- | --------------- | -------------------- | ---------------------- | -------- | -------- | ------ | ---------------------- |
| 1   | Portar          | Daciana Hosu         | 16 ianuarie 1998       | 1,82 m   |          |        | ASC Corona 2010 Brașov |
| 3   | Pivot           | Georgiana Ciuciulete | 23 aprilie 1987        | 1,75 m   |          |        | ASC Corona 2010 Brasov |
| 5   | Centru          | Valentina Soreanu    | 4 iulie 2002           | 1,74 m   |          |        | ASC Corona 2010 Brașov |
| 6   | Extremă dreapta | Claudia Lăcătuș      | 20 martie 1999         | 1,75 m   |          |        | ASC Corona 2010 Brașov |
| 7   | Centru          | Eliza Buceschi       | 1 august 1993          | 1,77 m   |          |        | ASC Corona 2010 Brașov |
| 10  | Inter stânga    | Andreea Pătuleanu    | 9 iulie 1992           | 1,78 m   |          |        | ASC Corona 2010 Brașov |
| 13  | Centru          | Cristina Laslo       | 10 aprilie 1996        | 1,78 m   |          |        | ASC Corona 2010 Brașov |
| 14  | Extremă dreapta | Marilena Neagu       | 27 octombrie 1989      | 1,70 m   |          |        | ASC Corona 2010 Brașov |
| 16  | Portar          | Viktoria Timoșenkova | 4 noiembrie 1983       | 1,83 m   |          |        | ASC Corona 2010 Brașov |
| 17  | Extremă dreapta | Nataša Nolevska      | 29 mai 1996            | 1,69 m   |          |        | ASC Corona 2010 Brașov |
| 18  | Inter dreapta   | Daria Bucur          | 11 iulie 1999          | 1,81 m   |          |        | ASC Corona 2010 Brașov |
| 19  | Pivot           | Elaine Gomes         | 1 iunie 1992           | 1,83 m   |          |        | ASC Corona 2010 Brasov |
| 27  | Extremă stânga  | Andreea Chiricuță1)  | 27 februarie 1994      | 1,66 m   |          |        | ASC Corona 2010 Brașov |
| 33  | Extremă stânga  | Ana Maria Lopătaru   | 3 octombrie 1999       | 1,70 m   |          |        | ASC Corona 2010 Brașov |
| 34  | Extremă stânga  | Oana Căprar          | 3 aprilie 2004         | 1,65 m   |          |        | ASC Corona 2010 Brașov |
| 35  | Inter stânga    | Bianca Lupașcu       | 29 noiembrie 2001      | 1,77 m   |          |        | ASC Corona 2010 Brașov |
| 39  | Pivot           | Georgiana Olaru      | 6 martie 2002          | 1,80 m   |          |        | ASC Corona 2010 Brasov |
| 55  | Extremă stânga  | Ivona Pavićević      | 21 aprilie 1996        | 1,69 m   |          |        | ASC Corona 2010 Brașov |
| 77  | Inter dreapta   | Alicia Gogîrlă       | 17 martie 2003         | 1,83 m   |          |        | ASC Corona 2010 Brașov |
| 90  | Portar          | Diana Popescu        | 27 martie 1990         | 1,80 m   |          |        | ASC Corona 2010 Brașov |
| 97  | Inter stânga    | Bianca Bazaliu       | 30 iulie 1997          | 1,81 m   |          |        | ASC Corona 2010 Brașov |
| 99  | Inter stânga    | Sorina Tîrcă         | 27 mai 1999            | 1,75 m   |          |        | ASC Corona 2010 Brașov |
|     | Extremă dreapta | Ana Maria Berbece    | 23 iulie 1999          | 1,73 m   |          |        | ASC Corona 2010 Brașov |

1) Împrumutată, pe 14 ianuarie 2020, la CS Rapid București;

### HC Dunărea Brăila
Antrenor principal:  Neven Hrupec (din 18 decembrie 2019)
Antrenor principal:  Aurelian Roșca (până pe 7 decembrie 2019)
Antrenor secund:  Sorinel Meca
| Nr. | Post                  | Nume                     | Data nașterii (vârsta) | Înălțime | Selecții | Goluri | Echipă            |
| --- | --------------------- | ------------------------ | ---------------------- | -------- | -------- | ------ | ----------------- |
| 1   | Portar                | Marina Razum             | 25 februarie 1992      | 1,80 m   |          |        | HC Dunărea Brăila |
| 2   | Extremă/Inter dreapta | Aneta Udriștioiu         | 22 iunie 1989          | 1,68 m   |          |        | HC Dunărea Brăila |
| 7   | Extremă dreapta       | Cătălina Preda           | 16 ianuarie 1991       | 1,74 m   |          |        | HC Dunărea Brăila |
| 9   | Inter stânga          | Gabriella Bucur1)        | 31 august 1984         | 1,83 m   |          |        | HC Dunărea Brăila |
| 11  | Inter stânga          | Nataša Krnić             | 7 august 1987          | 1,83 m   |          |        | HC Dunărea Brăila |
| 13  | Pivot                 | Nicoleta Safta           | 17 noiembrie 1994      | 1,76 m   |          |        | HC Dunărea Brăila |
| 15  | Centru                | Diana Axinte             | 16 ianuarie 1996       | 1,67 m   |          |        | HC Dunărea Brăila |
| 18  | Inter stânga          | Bojana Milić             | 30 iunie 1993          | 1,83 m   |          |        | HC Dunărea Brăila |
| 20  | Extremă dreapta       | Iasmina Ichim            | 11 noiembrie 2001      |          |          |        | HC Dunărea Brăila |
| 21  | Extremă stânga        | Carmina Manea3)          | 5 aprilie 1989         | 1,68 m   |          |        | HC Dunărea Brăila |
| 21  | Inter stânga          | Claudia Constantinescu2) | 18 iunie 1994          | 1,78 m   |          |        | HC Dunărea Brăila |
| 22  | Pivot                 | Mirabela Coteț           | 22 februarie 2001      | 1,75 m   |          |        | HC Dunărea Brăila |
| 24  | Centru                | Elena Dache              | 24 martie 1997         | 1,74 m   |          |        | HC Dunărea Brăila |
| 28  | Extremă stânga        | Alina Czeczi (căpitan)   | 15 octombrie 1989      | 1,66 m   |          |        | HC Dunărea Brăila |
| 31  | Inter stânga          | Bianca Tiron             | 31 mai 1995            | 1,81 m   |          |        | HC Dunărea Brăila |
| 77  | Pivot                 | Tamires Morena Lima      | 16 mai 1994            | 1,84 m   |          |        | HC Dunărea Brăila |
| 82  | Portar                | Gabriela Dobre           | 2 februarie 1982       | 1,71 m   |          |        | HC Dunărea Brăila |
| 89  | Centru/Inter stânga   | Ioana Bălăceanu          | 13 februarie 2001      | 1,74 m   |          |        | HC Dunărea Brăila |
| 94  | Portar                | Elena Șerban             | 15 octombrie 1994      | 1,78 m   |          |        | HC Dunărea Brăila |
| 98  | Extremă stânga        | Ștefania Epureanu        | 10 noiembrie 1998      | 1,70 m   |          |        | HC Dunărea Brăila |
| 99  | Inter dreapta         | Marina Dmitrović         | 23 martie 1985         | 1,82 m   |          |        | HC Dunărea Brăila |

1) Revenită în activitate după ce a născut;
2) Împrumutată, pe 9 octombrie 2019, de la CSM București;
3) Retrasă din activitate pe 21 septembrie 2019;

### CSM București
Antrenor principal:  Adrian Vasile (din 1 octombrie 2019)
Antrenor principal:  Tomas Ryde (până pe 1 octombrie 2019)
Antrenor secund:  Adrian Vasile (până pe 1 octombrie 2019)
Antrenor cu portarii:  Mihaela Ciobanu
| Nr. | Post            | Nume                     | Data nașterii (vârsta) | Înălțime | Selecții | Goluri | Echipă        |
| --- | --------------- | ------------------------ | ---------------------- | -------- | -------- | ------ | ------------- |
| 1   | Portar          | Mădălina Ion             | 23 februarie 1996      | 1,79 m   |          |        | CSM București |
| 5   | Extremă stânga  | Iulia Curea (căpitan)    | 8 aprilie 1982         | 1,72 m   |          |        | CSM București |
| 6   | Inter stânga    | Linnea Torstenson        | 30 martie 1983         | 1,86 m   |          |        | CSM București |
| 7   | Centru          | Andrea Lekić             | 6 septembrie 1987      | 1,78 m   |          |        | CSM București |
| 8   | Inter stânga    | Cristina Neagu           | 26 august 1988         | 1,80 m   |          |        | CSM București |
| 9   | Inter dreapta   | Nora Mørk                | 5 aprilie 1991         | 1,67 m   |          |        | CSM București |
| 11  | Inter stânga    | Gabriela Perianu         | 20 iunie 1994          | 1,87 m   |          |        | CSM București |
| 15  | Inter dreapta   | Andrea Klikovac          | 5 mai 1991             | 1,74 m   |          |        | CSM București |
| 16  | Portar          | Denisa Dedu              | 27 septembrie 1994     | 1,81 m   |          |        | CSM București |
| 17  | Centru          | Elizabeth Omoregie       | 29 decembrie 1996      | 1,78 m   |          |        | CSM București |
| 19  | Extremă stânga  | Bianca Marin             | 30 octombrie 1999      | 1,68 m   |          |        | CSM București |
| 20  | Inter stânga    | Claudia Constantinescu1) | 18 iunie 1994          | 1,78 m   |          |        | CSM București |
| 22  | Extremă dreapta | Carmen Martín            | 29 mai 1988            | 1,69 m   |          |        | CSM București |
| 27  | Centru          | Denisa Vâlcan            | 19 septembrie 2000     | 1,73 m   |          |        | CSM București |
| 35  | Pivot           | Ștefania Jipa            | 1 martie 2001          | 1,74 m   |          |        | CSM București |
| 72  | Pivot           | Dragana Cvijić           | 15 martie 1990         | 1,85 m   |          |        | CSM București |
| 77  | Pivot           | Crina Pintea             | 3 aprilie 1990         | 1,92 m   |          |        | CSM București |
| 87  | Portar          | Jelena Grubišić          | 20 ianuarie 1987       | 1,84 m   |          |        | CSM București |
| 89  | Extremă dreapta | Laura Moisă              | 21 august 1989         | 1,73 m   |          |        | CSM București |
| 96  | Extremă stânga  | Itana Grbić              | 1 septembrie 1996      | 1,69 m   |          |        | CSM București |

1) Împrumutată, pe 9 octombrie 2019, la HC Dunărea Brăila;

### CS Rapid București
Antrenor principal:  Carmen Amariei (din 25 septembrie 2019)
Antrenor principal:  Robert Licu (până pe 25 septembrie 2019)
Antrenor secund:  Constantin Frâncu
| Nr. | Post            | Nume                   | Data nașterii (vârsta) | Înălțime | Selecții | Goluri | Echipă             |
| --- | --------------- | ---------------------- | ---------------------- | -------- | -------- | ------ | ------------------ |
| 4   | Extremă dreapta | Ana Maria Chirigiu     | 22 decembrie 1988      |          |          |        | CS Rapid București |
| 5   | Pivot           | Georgiana Bazon        | 11 ianuarie 1994       | 1,83 m   |          |        | CS Rapid București |
| 7   | Inter stânga    | Oana Bucă              | 13 martie 1997         |          |          |        | CS Rapid București |
| 8   | Inter stânga    | Alexandra Trifan       | 28 august 1989         |          |          |        | CS Rapid București |
| 9   | Inter stânga    | Andreea Trăilă         | 30 noiembrie 1991      | 1,77 m   |          |        | CS Rapid București |
| 11  | Pivot           | Ana Maria Dumitrașcu1) | 3 iulie 1999           |          |          |        | CS Rapid București |
| 12  | Portar          | Andreea Arghir         | 20 octombrie 1992      | 1,78 m   |          |        | CS Rapid București |
| 14  | Extremă dreapta | Maria Gherghiceanu     | 26 august 2002         |          |          |        | CS Rapid București |
| 16  | Portar          | Olivia Nanu            | 11 august 1987         | 1,84 m   |          |        | CS Rapid București |
| 17  | Extremă         | Andra State            | 16 octombrie 1999      |          |          |        | CS Rapid București |
| 18  | Centru          | Daniela Todor3)        | 18 noiembrie 1988      | 1,79 m   |          |        | CS Rapid București |
| 19  | Inter           | Bianca Ionescu         | 29 aprilie 1999        |          |          |        | CS Rapid București |
| 20  | Inter dreapta   | Jasna Boljević         | 16 martie 1989         | 1,89 m   |          |        | CS Rapid București |
| 21  | Pivot           | Florentina Craiu7)     | 24 ianuarie 1996       | 1,70 m   |          |        | CS Rapid București |
| 23  | Extremă stânga  | Marina Ilie            | 11 ianuarie 2001       | 1,70 m   |          |        | CS Rapid București |
| 27  | Extremă stânga  | Andreea Chiricuță8)    | 27 februarie 1994      | 1,66 m   |          |        | CS Rapid București |
| 29  | Inter dreapta   | Laura Popa5)           | 29 iunie 1994          | 1,81 m   |          |        | CS Rapid București |
| 30  | Portar          | Paula Ungureanu4)      | 30 martie 1980         | 1,80 m   |          |        | CS Rapid București |
| 44  | Inter stânga    | Gabriela Preda         | 22 iulie 1987          | 1,84 m   |          |        | CS Rapid București |
| 55  | Centru          | Elena Livrinikj        | 16 noiembrie 1992      | 1,81 m   |          |        | CS Rapid București |
| 58  | Portar          | Diana Diaconu6)        | 5 decembrie 1991       |          |          |        | CS Rapid București |
| 67  | Inter dreapta   | Ștefania Lazăr2)       | 15 aprilie 1989        | 1,77 m   |          |        | CS Rapid București |
| 88  | Inter stânga    | Raluca Dăscălete       | 8 ianuarie 1992        |          |          |        | CS Rapid București |
| 99  | Extremă stânga  | Camelia Carabulea      | 11 noiembrie 1994      | 1,67 m   |          |        | CS Rapid București |
|     | Centru          | Iuliana Abbara         | 31 iulie 1982          |          |          |        | CS Rapid București |

1) Împrumutată, în octombrie 2019, de la CS Dacia Mioveni 2012;
2) Împrumutată, pe 31 octombrie 2019, de la CS Gloria 2018 Bistrița Năsăud;
3) Transferată, pe 12 decembrie 2019, de la CS Gloria 2018 Bistrița Năsăud;
4) Însărcinată;
5) Din 19 decembrie 2019. Venită, liberă de contract, anterior componentă a Mosonmagyaróvári KC SE.;
6) Transferată, pe 20 decembrie 2019, de la CS Dacia Mioveni 2012;
7) Transferată, pe 10 ianuarie 2020, de la SCM Râmnicu Vâlcea;
8) Împrumutată, pe 14 ianuarie 2020, de la Corona Brașov;

### SCM Gloria Buzău
Antrenor principal:  Ovidiu Mihăilă
Antrenor secund:  Romeo Ilie
| Nr. | Post            | Nume                | Data nașterii (vârsta) | Înălțime | Selecții | Goluri | Echipă           |
| --- | --------------- | ------------------- | ---------------------- | -------- | -------- | ------ | ---------------- |
| 1   | Portar          | Ana Maria Mîrcă     | 3 februarie 1984       | 1,77 m   |          |        | SCM Gloria Buzău |
| 3   | Extremă dreapta | Ana Maria Simion    | 5 octombrie 1988       | 1,68 m   |          |        | SCM Gloria Buzău |
| 6   | Pivot           | Alexandra Subțirică | 8 decembrie 1987       | 1,70 m   |          |        | SCM Gloria Buzău |
| 8   | Extremă stânga  | Denisa Șelever      | 23 septembrie 1996     |          |          |        | SCM Gloria Buzău |
| 9   | Centru          | Andreea Rotaru      | 20 februarie 1994      | 1,75 m   |          |        | SCM Gloria Buzău |
| 10  | Inter stânga    | Diana Munteanu      | 1 mai 1987             | 1,89 m   |          |        | SCM Gloria Buzău |
| 12  | Portar          | Alina Iordache      | 22 martie 1982         | 1,77 m   |          |        | SCM Gloria Buzău |
| 17  | Centru          | Carmen Stoleru      | 11 octombrie 1986      | 1,73 m   |          |        | SCM Gloria Buzău |
| 18  | Extremă stânga  | Claudia Condurache  | 23 ianuarie 2000       |          |          |        | SCM Gloria Buzău |
| 19  | Centru          | Alexandra Gavrilă   | 16 iunie 1995          | 1,71 m   |          |        | SCM Gloria Buzău |
| 21  | Portar          | Petra Blazek        | 15 iunie 1987          | 1,82 m   |          |        | SCM Gloria Buzău |
| 23  | Inter stânga    | Raluca Petruș       | 26 decembrie 1998      | 1,80 m   |          |        | SCM Gloria Buzău |
| 24  | Inter stânga    | Ines Khouildi       | 11 martie 1985         | 1,83 m   |          |        | SCM Gloria Buzău |
| 27  | Extremă dreapta | Andreea Taivan      | 27 aprilie 1997        | 1,70 m   |          |        | SCM Gloria Buzău |
| 66  | Inter dreapta   | Andreea Mărginean   | 17 ianuarie 1990       | 1,85 m   |          |        | SCM Gloria Buzău |
| 77  | Extremă stânga  | Ana Maria Popa      | 25 februarie 1990      | 1,75 m   |          |        | SCM Gloria Buzău |
| 83  | Pivot           | Marija Petrović     | 18 martie 1994         | 1,85 m   |          |        | SCM Gloria Buzău |
| 96  | Inter dreapta   | Alina Ilie          | 13 mai 1996            | 1,77 m   |          |        | SCM Gloria Buzău |
| 99  | Pivot           | Oana Apetrei        | 13 noiembrie 1985      | 1,75 m   |          |        | SCM Gloria Buzău |

### CS Măgura Cisnădie
Antrenor principal:  Alexandru Weber
Antrenor secund:  Bogdan Nițu
| Nr. | Post            | Nume                   | Data nașterii (vârsta) | Înălțime | Selecții | Goluri | Echipă             |
| --- | --------------- | ---------------------- | ---------------------- | -------- | -------- | ------ | ------------------ |
| 1   | Portar          | Andreea Ilie           | 2 februarie 2000       | 1,73 m   |          |        | CS Măgura Cisnădie |
| 4   | Extremă dreapta | Mădălina Predoi        | 4 ianuarie 1992        | 1,69 m   |          |        | CS Măgura Cisnădie |
| 7   | Extremă dreapta | Mălina Petrescu        | 15 iulie 2002          | 1,76 m   |          |        | CS Măgura Cisnădie |
| 8   | Extremă stânga  | Denisa Iuga            | 5 decembrie 1999       | 1,73 m   |          |        | CS Măgura Cisnădie |
| 9   | Extremă stânga  | Ana Maria Tănasie      | 6 aprilie 1995         | 1,73 m   |          |        | CS Măgura Cisnădie |
| 10  | Inter dreapta   | Adriana Crăciun        | 29 ianuarie 1989       | 1,80 m   |          |        | CS Măgura Cisnădie |
| 11  | Inter stânga    | Andreea Stângă2)       | 6 aprilie 1998         | 1,87 m   |          |        | CS Măgura Cisnădie |
| 13  | Extremă stânga  | Paula Hoha             | 31 martie 1990         | 1,75 m   |          |        | CS Măgura Cisnădie |
| 14  | Inter stânga    | Ada Moldovan           | 15 noiembrie 1983      | 1,75 m   |          |        | CS Măgura Cisnădie |
| 16  | Portar          | Elena Voicu            | 28 aprilie 1990        | 1,78 m   |          |        | CS Măgura Cisnădie |
| 18  | Pivot           | Cristina Nan           | 19 mai 1990            | 1,78 m   |          |        | CS Măgura Cisnădie |
| 19  | Extremă stânga  | Diana Predoi           | 11 mai 1995            | 1,72 m   |          |        | CS Măgura Cisnădie |
| 23  | Extremă dreapta | Dijana Ujkić           | 5 iulie 1996           | 1,72 m   |          |        | CS Măgura Cisnădie |
| 24  | Centru          | Tamara Smbatian        | 19 martie 1995         | 1,77 m   |          |        | CS Măgura Cisnădie |
| 25  | Pivot           | Cynthia Tomescu        | 30 iulie 1991          | 1,80 m   |          |        | CS Măgura Cisnădie |
| 26  | Centru          | Mihaela Senocico-Ani1) | 14 decembrie 1981      | 1,74 m   |          |        | CS Măgura Cisnădie |
| 27  | Inter stânga    | Natalia Viniukova3)    | 27 martie 1989         | 1,78 m   |          |        | CS Măgura Cisnădie |
| 33  | Inter stânga    | Jaqueline Anastácio4)  | 9 noiembrie 1987       | 1,74 m   |          |        | CS Măgura Cisnădie |
| 77  | Extremă stânga  | Valentina Panici       | 1 ianuarie 1988        | 1,65 m   |          |        | CS Măgura Cisnădie |
| 80  | Centru          | Roxana Gatzel          | 28 mai 1980            | 1,71 m   |          |        | CS Măgura Cisnădie |
| 85  | Portar          | Mirela Pașca           | 26 septembrie 1985     | 1,78 m   |          |        | CS Măgura Cisnădie |
| 89  | Portar          | Cristina Popovici      | 19 octombrie 1989      | 1,76 m   |          |        | CS Măgura Cisnădie |

1) Transferată, pe 18 septembrie 2019, de la Universitatea Cluj;
2) Împrumutată, în noiembrie 2019, la CS Dacia Mioveni 2012;
3) Transferată, în decembrie 2019. Venită, liberă de contract;
4) Transferată, în ianuarie 2020, la echipa spaniolă Club Balonmano Remudas Isla de Gran Canaria;

### Universitatea Cluj
Antrenor principal:  Alin Bondar
Antrenor secund:
| Nr. | Post                | Nume                       | Data nașterii (vârsta) | Înălțime | Selecții | Goluri | Echipă   |
| --- | ------------------- | -------------------------- | ---------------------- | -------- | -------- | ------ | -------- |
| 3   | Extremă stânga      | Andrada Preda              | 21 februarie 1993      | 1,62 m   |          |        | „U” Cluj |
| 7   | Extremă stânga      | Alexandra Dindiligan       | 16 februarie 1997      | 1,69 m   |          |        | „U” Cluj |
| 9   | Inter stânga        | Réka Tamás                 | 17 mai 1993            | 1,81 m   |          |        | „U” Cluj |
| 10  | Pivot               | Florina Chintoan (căpitan) | 6 decembrie 1985       | 1,78 m   |          |        | „U” Cluj |
| 13  | Inter dreapta       | Miruna Pica                | 2 septembrie 2001      | 1,84 m   |          |        | „U” Cluj |
| 14  | Inter stânga        | Corina Cordoș2)            | 20 iunie 1997          | 1,77 m   |          |        | „U” Cluj |
| 16  | Portar              | Alexandra Prodan           | 11 iunie 1996          |          |          |        | „U” Cluj |
| 17  | Centru              | Rebeca Necula              | 17 mai 2003            |          |          |        | „U” Cluj |
| 18  | Extremă dreapta     | Luana Drăgunoiu            | 18 februarie 2002      |          |          |        | „U” Cluj |
| 19  | Inter dreapta       | Diana Lazăr                | 24 august 1991         | 1,78 m   |          |        | „U” Cluj |
| 20  | Extremă stânga      | Larissa Araújo             | 1 iulie 1992           | 1,67 m   |          |        | „U” Cluj |
| 21  | Centru/Inter stânga | Macarena Gandulfo          | 3 noiembrie 1993       | 1,78 m   |          |        | „U” Cluj |
| 23  | Inter stânga        | Patricia Moraru            | 18 septembrie 2000     | 1,76 m   |          |        | „U” Cluj |
| 25  | Centru              | Mihaela Senocico-Ani1)     | 14 decembrie 1981      | 1,74 m   |          |        | „U” Cluj |
| 26  | Portar              | Viorica Țăgean             | 3 mai 1989             | 1,82 m   |          |        | „U” Cluj |
| 28  | Extremă dreapta     | Cristina Boian             | 28 aprilie 1994        | 1,64 m   |          |        | „U” Cluj |
| 30  | Extremă dreapta     | Andreea Bărbos3)           | 30 noiembrie 1992      | 1,70 m   |          |        | „U” Cluj |
| 78  | Pivot               | Ana Maria Mincu            | 14 decembrie 2001      |          |          |        | „U” Cluj |

1) Transferată, pe 18 septembrie 2019, la CS Măgura Cisnădie;
2) Transferată, în decembrie 2019. Venită, liberă de contract;
3) Transferată, în decembrie 2019. Venită, liberă de contract;

### SCM Craiova
Antrenor principal:  Bogdan Burcea
Antrenor secund:  Costin Dumitrescu
Antrenor secund:  Grigore Albici
| Nr. | Post            | Nume                      | Data nașterii (vârsta) | Înălțime | Selecții | Goluri | Echipă      |
| --- | --------------- | ------------------------- | ---------------------- | -------- | -------- | ------ | ----------- |
| 1   | Portar          | Ekaterina Djukeva         | 8 mai 1988             | 1,85 m   |          |        | SCM Craiova |
| 3   | Extremă dreapta | Adina Cace                | 29 iulie 2000          | 1,69 m   |          |        | SCM Craiova |
| 5   | Inter stânga    | Jelena Trifunović1)       | 4 august 1991          | 1,79 m   |          |        | SCM Craiova |
| 6   | Extremă stânga  | Carmen Șelaru             | 24 septembrie 1991     | 1,70 m   |          |        | SCM Craiova |
| 7   | Extremă stânga  | Alexandra Colac           | 19 ianuarie 1998       | 1,69 m   |          |        | SCM Craiova |
| 8   | Inter stânga    | Valentina Ion             | 4 mai 2002             | 1,75 m   |          |        | SCM Craiova |
| 11  | Centru          | Ana Maria Țicu            | 23 februarie 1992      | 1,68 m   |          |        | SCM Craiova |
| 12  | Portar          | Bianca Curmenț            | 12 iunie 1997          | 1,81 m   |          |        | SCM Craiova |
| 14  | Extremă dreapta | Željka Nikolić            | 12 iulie 1991          | 1,64 m   |          |        | SCM Craiova |
| 16  | Portar          | Andreea Chetraru          | 5 decembrie 2000       | 1,75 m   |          |        | SCM Craiova |
| 17  | Inter dreapta   | Iulia Havronina           | 20 mai 1992            | 1,86 m   |          |        | SCM Craiova |
| 23  | Pivot           | Timea Tătar               | 28 iulie 1989          | 1,71 m   |          |        | SCM Craiova |
| 26  | Inter stânga    | Nicoleta Tudorică         | 26 noiembrie 1988      | 1,83 m   |          |        | SCM Craiova |
| 28  | Extremă stânga  | Alexandra Orșivschi       | 11 iulie 1994          | 1,72 m   |          |        | SCM Craiova |
| 71  | Pivot           | Bobana Klikovac           | 27 iunie 1995          | 1,81 m   |          |        | SCM Craiova |
| 88  | Inter dreapta   | Patricia Vizitiu          | 15 octombrie 1988      | 1,75 m   |          |        | SCM Craiova |
| 89  | Inter stânga    | Cristina Zamfir (căpitan) | 29 septembrie 1989     | 1,83 m   |          |        | SCM Craiova |
| 90  | Inter dreapta   | Ana Maria Savu2)          | 24 februarie 1990      | 1,86 m   |          |        | SCM Craiova |

1) Transferată, pe 9 noiembrie 2019, la SCM Râmnicu Vâlcea;
2) Transferată, pe 11 noiembrie 2019, de la SCM Râmnicu Vâlcea;

### SCM Râmnicu Vâlcea
Antrenor principal:  Florentin Pera
Antrenor secund:  Mia Rădoi
Antrenor cu portarii:  Ildiko Barbu
| Nr. | Post                | Nume                     | Data nașterii (vârsta) | Înălțime | Selecții | Goluri | Echipă             |
| --- | ------------------- | ------------------------ | ---------------------- | -------- | -------- | ------ | ------------------ |
| 2   | Inter stânga        | Samara Da Silva Vieira   | 7 octombrie 1991       | 1,84 m   |          |        | SCM Râmnicu Vâlcea |
| 5   | Inter stânga        | Jelena Trifunović1)      | 4 august 1991          | 1,79 m   |          |        | SCM Râmnicu Vâlcea |
| 6   | Pivot               | Asma Elghaoui            | 29 august 1991         | 1,70 m   |          |        | SCM Râmnicu Vâlcea |
| 8   | Pivot               | Florentina Craiu3)       | 24 ianuarie 1996       | 1,70 m   |          |        | SCM Râmnicu Vâlcea |
| 9   | Pivot               | Raluca Băcăoanu          | 2 mai 1989             | 1,77 m   |          |        | SCM Râmnicu Vâlcea |
| 10  | Centru              | Andreea Adespii          | 9 mai 1990             | 1,78 m   |          |        | SCM Râmnicu Vâlcea |
| 12  | Portar              | Diana Ciucă              | 1 iunie 2000           | 1,80 m   |          |        | SCM Râmnicu Vâlcea |
| 17  | Extremă dreapta     | Marta López              | 4 februarie 1990       | 1,68 m   |          |        | SCM Râmnicu Vâlcea |
| 20  | Portar              | Iulia Dumanska (căpitan) | 15 august 1996         | 1,72 m   |          |        | SCM Râmnicu Vâlcea |
| 21  | Extremă stânga      | Ann Grete Nørgaard       | 15 septembrie 1983     | 1,62 m   |          |        | SCM Râmnicu Vâlcea |
| 22  | Extremă stânga      | Cristina Florica         | 11 mai 1992            | 1,62 m   |          |        | SCM Râmnicu Vâlcea |
| 23  | Centru/Inter stânga | Irina Glibko             | 18 februarie 1990      | 1,70 m   |          |        | SCM Râmnicu Vâlcea |
| 27  | Centru              | Alicia Fernández         | 21 decembrie 1992      | 1,72 m   |          |        | SCM Râmnicu Vâlcea |
| 31  | Centru              | Mădălina Zamfirescu      | 31 octombrie 1994      | 1,78 m   |          |        | SCM Râmnicu Vâlcea |
| 43  | Portar              | Marta Batinović          | 20 aprilie 1990        | 1,84 m   |          |        | SCM Râmnicu Vâlcea |
| 71  | Centru              | Kristina Liščević        | 20 octombrie 1989      | 1,73 m   |          |        | SCM Râmnicu Vâlcea |
| 77  | Extremă dreapta     | Alexandra Badea          | 22 mai 1998            | 1,75 m   |          |        | SCM Râmnicu Vâlcea |
| 90  | Inter dreapta       | Ana Maria Savu2)         | 24 februarie 1990      | 1,86 m   |          |        | SCM Râmnicu Vâlcea |
| 99  | Inter dreapta       | Mireya González          | 18 iulie 1991          | 1,78 m   |          |        | SCM Râmnicu Vâlcea |

1) Transferată, pe 9 noiembrie 2019, de la SCM Craiova;
2) Transferată, pe 11 noiembrie 2019, la SCM Craiova;
3) Transferată, pe 10 ianuarie 2020, la CS Rapid București;

### CSM Slatina
Antrenor principal:  Victorina Bora
Antrenor secund:  Iulian Perpelea
| Nr. | Post            | Nume                | Data nașterii (vârsta) | Înălțime | Selecții | Goluri | Echipă      |
| --- | --------------- | ------------------- | ---------------------- | -------- | -------- | ------ | ----------- |
| 3   | Centru          | Adina Cîrligeanu    | 11 martie 1991         | 1,80 m   |          |        | CSM Slatina |
| 6   | Centru          | Geanina Drăghici    | 8 februarie 1989       |          |          |        | CSM Slatina |
| 7   | Extremă stânga  | Daniela Șchiopu     | 7 decembrie 2000       |          |          |        | CSM Slatina |
| 9   | Pivot           | Elena Fulgoi        | 1 octombrie 1999       |          |          |        | CSM Slatina |
| 10  | Inter stânga    | Sonia Vasiliu       | 11 ianuarie 1996       | 1,82 m   |          |        | CSM Slatina |
| 15  | Extremă stânga  | Hermina Stoicănescu | 17 decembrie 1996      | 1,68 m   |          |        | CSM Slatina |
| 16  | Portar          | Elena Nagy          | 21 ianuarie 1998       |          |          |        | CSM Slatina |
| 17  | Inter stânga    | Alexandra Andrei    | 17 aprilie 1991        | 1,73 m   |          |        | CSM Slatina |
| 18  | Centru          | Daniela Corban1)    | 5 februarie 1996       | 1,68 m   |          |        | CSM Slatina |
| 20  | Extremă dreapta | Oana Chitacu        | 12 august 1986         | 1,68 m   |          |        | CSM Slatina |
| 22  | Centru          | Luciana Popescu     | 13 octombrie 1988      | 1,76 m   |          |        | CSM Slatina |
| 26  | Extremă stânga  | Nicoleta Rusu       | 26 februarie 1987      | 1,64 m   |          |        | CSM Slatina |
| 27  | Pivot           | Lorena Ostase       | 25 iulie 1997          | 1,79 m   |          |        | CSM Slatina |
| 63  | Portar          | Elena Dulgheriu     | 22 martie 2001         | 1,80 m   |          |        | CSM Slatina |
| 66  | Inter stânga    | Iulia Andrei        | 19 martie 1997         | 1,76 m   |          |        | CSM Slatina |
| 86  | Inter stânga    | Clara Vădineanu     | 26 octombrie 1986      | 1,83 m   |          |        | CSM Slatina |
| 95  | Portar          | Lăcrămioara Stan    | 24 aprilie 1995        | 1,78 m   |          |        | CSM Slatina |

1) Împrumutată, în iulie 2019, de la HC Zalău;

### HCM Slobozia
Antrenor principal:  Gheorghe Covaciu
Antrenor secund:
| Nr. | Post            | Nume                    | Data nașterii (vârsta) | Înălțime | Selecții | Goluri | Echipă       |
| --- | --------------- | ----------------------- | ---------------------- | -------- | -------- | ------ | ------------ |
| 5   | Pivot           | Ana Ciolan              | 29 septembrie 1992     | 1,79 m   |          |        | HCM Slobozia |
| 6   | Extremă dreapta | Florența Ilie           | 21 iunie 1996          | 1,72 m   |          |        | HCM Slobozia |
| 9   | Inter stânga    | Alexandra Georgescu     | 31 mai 1995            | 1,77 m   |          |        | HCM Slobozia |
| 13  | Inter stânga    | Ana Maria Văcariu       | 15 septembrie 1998     |          |          |        | HCM Slobozia |
| 14  | Pivot           | Mouna Jlezi             | 22 iunie 1991          | 1,73 m   |          |        | HCM Slobozia |
| 16  | Portar          | Bianca Aron             | 9 noiembrie 1999       |          |          |        | HCM Slobozia |
| 17  | Pivot           | Andriana Naumenko       | 12 decembrie 1998      | 1,82 m   |          |        | HCM Slobozia |
| 18  | Inter dreapta   | Andreea Ivan            | 18 februarie 1991      |          |          |        | HCM Slobozia |
| 20  | Portar          | Nataša Savko            | 11 decembrie 1985      | 1,73 m   |          |        | HCM Slobozia |
| 21  | Centru          | Alexandra Banciu1)      | 20 martie 1998         | 1,81 m   |          |        | HCM Slobozia |
| 25  | Extremă dreapta | Gabriela Moldoveanu     | 25 aprilie 1995        |          |          |        | HCM Slobozia |
| 66  | Inter dreapta   | Mihaela Obedeanu        | 3 aprilie 1996         | 1,78 m   |          |        | HCM Slobozia |
| 91  | Portar          | Andreea Polocoșer       | 15 iunie 1991          | 1,82 m   |          |        | HCM Slobozia |
| 92  | Extremă stânga  | Mădălina Toma (căpitan) | 22 mai 1992            |          |          |        | HCM Slobozia |
| 96  | Centru          | Loredana Vartic         | 12 iunie 1996          | 1,75 m   |          |        | HCM Slobozia |
| 97  | Extremă stânga  | Cătălina Sava           | 26 august 1997         |          |          |        | HCM Slobozia |
| 99  | Extremă stânga  | Raluca Nicolae          | 28 ianuarie 1999       |          |          |        | HCM Slobozia |
|     | Inter stânga    | Ștefania Bălăceanu      | 25 iulie 1995          |          |          |        | HCM Slobozia |

1) Împrumutată, în 7 ianuarie 2020, la CS Dacia Mioveni 2012;

### HC Zalău
Antrenor principal:  Gheorghe Tadici
Antrenor secund:  Elena Tadici
| Nr. | Post            | Nume                     | Data nașterii (vârsta) | Înălțime | Selecții | Goluri | Echipă   |
| --- | --------------- | ------------------------ | ---------------------- | -------- | -------- | ------ | -------- |
| 1   | Portar          | Raluca Kelemen           | 24 februarie 1998      | 1,80 m   |          |        | HC Zalău |
| 3   | Centru          | Diana Nichitean          | 11 martie 1998         | 1,80 m   |          |        | HC Zalău |
| 5   | Inter stânga    | Alexandra Severin        | 30 martie 1998         | 1,77 m   |          |        | HC Zalău |
| 6   | Inter dreapta   | Bianca Berbece           | 26 octombrie 1999      | 1,83 m   |          |        | HC Zalău |
| 8   | Extremă dreapta | Cristiana Nica (căpitan) | 28 octombrie 1987      | 1,65 m   |          |        | HC Zalău |
| 9   | Inter stânga    | Amalia Coman             | 29 iulie 2000          |          |          |        | HC Zalău |
| 10  | Extremă dreapta | Gabriela Vrabie          | 11 iunie 2000          | 1,72 m   |          |        | HC Zalău |
| 11  | Inter stânga    | Irina Ivan               | 6 martie 1992          | 1,85 m   |          |        | HC Zalău |
| 12  | Portar          | Sara Abed-Kader          | 30 august 1997         | 1,75 m   |          |        | HC Zalău |
| 14  | Pivot           | Dana Abed-Kader          | 21 iunie 1996          | 1,74 m   |          |        | HC Zalău |
| 15  | Extremă stânga  | Andreea Mihart           | 11 noiembrie 1999      | 1,72 m   |          |        | HC Zalău |
| 16  | Portar          | Adina Sabău              | 12 februarie 1997      | 1,83 m   |          |        | HC Zalău |
| 18  | Centru          | Larisa Șerban            | 17 martie 1999         | 1,73 m   |          |        | HC Zalău |
| 19  | Inter stânga    | Aleksandra Prikop        | 25 ianuarie 1999       | 1,83 m   |          |        | HC Zalău |
| 20  | Inter dreapta   | Andreea Tecar            | 21 martie 1998         | 1,80 m   |          |        | HC Zalău |
| 22  | Inter stânga    | Sabrina Lazea            | 1 noiembrie 1997       | 1,80 m   |          |        | HC Zalău |
| 23  | Pivot           | Teodora Popescu          | 7 noiembrie 1998       | 1,75 m   |          |        | HC Zalău |